# Саксонія
Саксо́нія (нім. Freistaat Sachsen) — земля Федеративної Республіки Німеччина. Розташована в східній частині країни. Столиця — місто Дрезден. Сусідами землі є Бранденбург, Саксонія-Ангальт, Тюрингія, Баварія, а також Чехія і Польща. Утворена 3 жовтня 1990 року. Площа — 18.449,99 км². Населення — 4 056 941 (31 грудня 2020). На теренах землі розмовляють німецькою і верхньолужицькою.   ХДС, Зелені і СДПН очолюють земельний уряд. Голова уряду —  Міхаель Кречмер (ХДС). За результами виборів до ландтагу, що відбулися 30 вересня 2019 року, в ньому представлені такі партії: ХДС (45 депутатів), Ліві (14), СДПН (10), Зелені (12), АдН (38). Має 4 депутатів у Бундесраті, верхній палаті парламенту Німеччини. Валовий внутрішній продукт землі складає 126,364 млрд € (2018). Борг землі становить 3,904 млрд € (30 вересня 2019). Рівень безробіття — 5,0 % (листопад 2019). Міжнародний код — DE-SN.

## Назва
- Саксонія (нім. Sachsen, в.-луж. Sakska, лат. Saxonia) — найпоширеніша назва землі.
- Вільна держава Саксонія (нім. Freistaat Sachsen, в.-луж. Swobodny stat Sakska) — офіційна назва землі.
- Заксен, Захсен, Саксен (нім. Sachsen)

## Географія
Саксонія — найсхідніша федеральна земля Німеччини. Має спільні кордони із чотирма іншими федеральними землями Німеччини:
- на заході із Баварією та Тюрингією,
- на північному заході із Саксонією-Ангальт,
- на півночі із Бранденбургом,
- на сході з Польщею,
- на півдні з Чехією,
- на південному заході з Баварією.

Довжина кордону — близько 1 190 км.
Прикордонними пунктами є:
- на півночі: Домміч (під Торгау) 51 ° 41' 07"
- на півдні: Бад-Брамбах (Фогтланд) 50 ° 10' 19"
- на заході: Мюльтроф (Фогтланд) 11 ° 52' 22"
- на сході: Найсеауе (під Герліц) 15 ° 02' 37"

Найбільші міста — Лейпциг (510 тис. мешканців), Дрезден (480 тис. мешканців) та Хемніц (250 тис. мешканців).
Найважливіші гори — Рудні гори, Лужицькі гори і Саксонська Швейцарія. Гора Фіхтельберг в Рудних горах є найвищою точкою Саксонії (1 215 м). Важливі річки — Мульде, Вейсеріц, Чопау, Вайсе-Ельстер і Шпре, які течуть на північ та належать до річкової системи Ельби, що перетинає Саксонію з південного сходу на північний захід. На сході Саксонія обмежується річкою Нейсе, яка впадає в річку Одру.

## Історія
Назва «Саксонія» щодо федеральної землі Саксонія з'являється з XV столітті, коли маркграф Майсена Фрідріх I (1381–1428) у 1423 році одержав титул курфюрста Саксонського. Корінна ж Саксонія завойована Карлом Великим 792 року, стала могутнім Саксонським герцогством, але розпалась у XII столітті на різні феодальні володіння. Майсенське маркграфство (згодом Саксонія) виникло в X столітті на землях полабських слов'ян — лужицьких сербів. У XI столітті воно перейшло до роду Веттінів, які і правили тут до 1918 року. Правителі Саксонії були також королями Польщі у 1697–1763 роках.
Була частиною Східної Німеччини в 1945–1990 роках.

## Державний устрій
Законодавчий орган — Саксонський Ландтаг (Саксонський Земський Сейм).
Виконавчий орган — Саксонський державний уряд, що складається із саксонського прем'єр-міністра та державних міністрів (штатсміністрів). До 1934 виконавчим органом Саксонії було Загальне міністерство (Gesamtministerium), що складалося з Голови Загального міністерства (Vorsitzende des Gesamtministeriums) (з 1919 — Міністр-Президент) та членів Загального міністерства (Mitglieder des Gesamtministeriums).

### Ландтаг

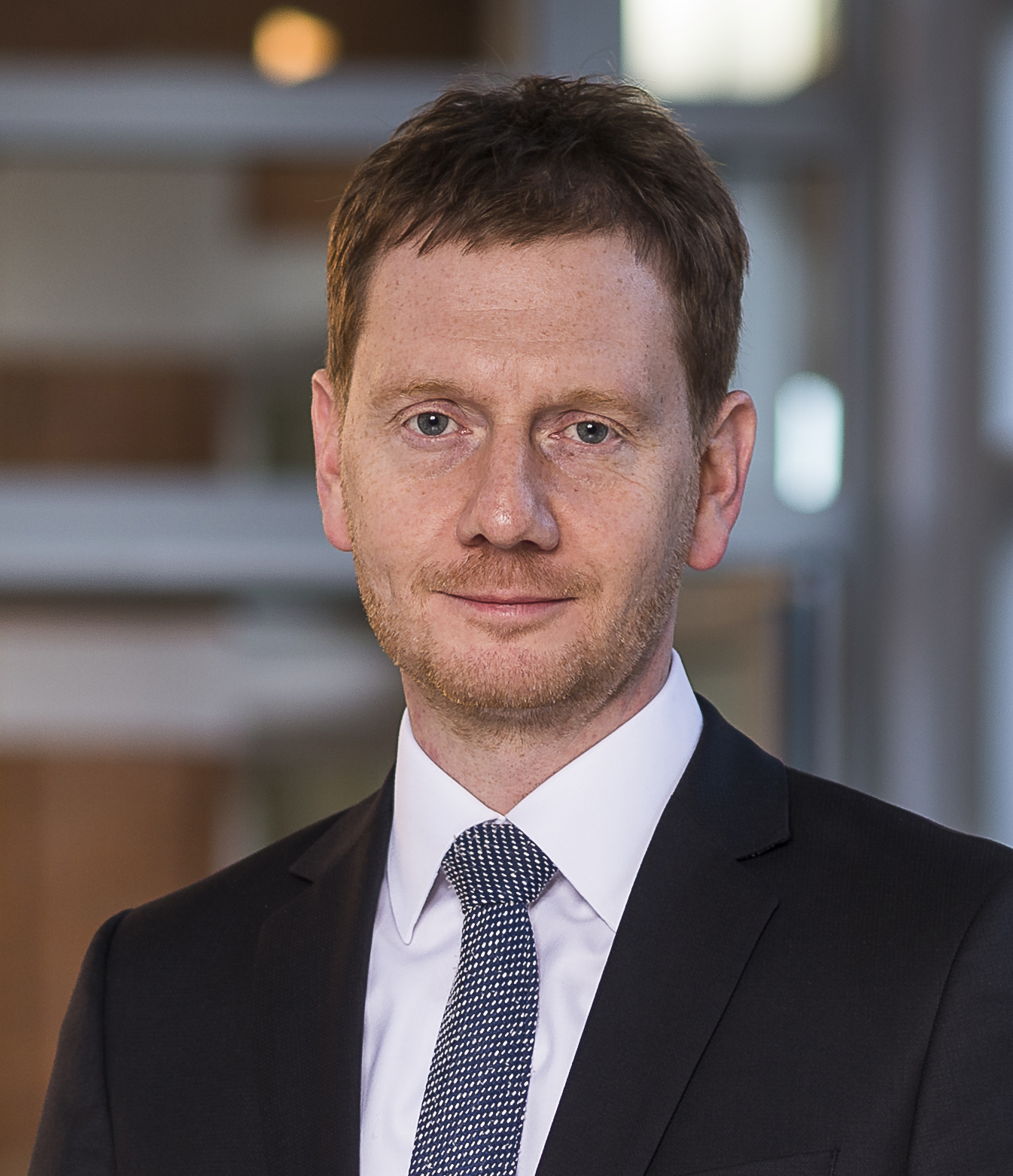
Міхаель Кречмер, голова земельного уряду з 13 грудня 2017 року.

Розподіл місць у Саксонському ландтазі за результатами виборів 30 вересня 2019 року. Уряд очолює коаліція ХДС, Зелені і СДПН.

Розподіл 119 місць: 

## Адміністративний поділ
Саксонія поділяється на три округи:
- Хемніц
- Дрезден
- Лейпциг

Які в свою чергу поділяються на 10 районів:
1. Баутцен (BZ)
2. Рудні Гори (ERZ)
3. Герліц (GR)
4. Лейпциг (L)
5. Майсен (MEI)
6. Середня Саксонія (DL)
7. Північна Саксонія (TDO)
8. Саксонська Швейцарія — Східні Рудні Гори (PIR)
9. Фогтланд (V)
10. Цвіккау (Z)

Окрім цього, є міста, що не належать до жодного району:
1. Хемніц (C)
2. Дрезден (DD)
3. Лейпциг (L)

## Регіони
Регіони в Саксонії — Sächsisches Elbland, Leipziger Tieflandsbucht, Рудні гори, Саксонська Швейцарія, Фогтланд та Верхня Лужиця.

## Адміністративна реформа
З 1 серпня 2008 число районів у Саксонії скоротилося з 22 до 10 і число міст, прирівняних до районів, з 7 до 3.

## Економіка
Має давні індустріальні традиції. Виробляється електроніка, текстиль, транспортні засоби, хімікати, буре вугілля.
З закінченням Другої світової війни з 1946 року за дорученням Радянської військової адміністрації в Німеччині багато галузей промисловості були реорганізовані в народні підприємства (VEB), і до прийняття Закону про приватизацію та реорганізацію народної власності (Закон про довірче управління) від 17 червня 1990 року Саксонія мала власний економічний розвиток у складі Німецької Демократичної Республіки. 
Після возз'єднання Німеччини економіка Саксонії зазнала значних структурних змін. Багато промислових підприємств, які в основному були сильно відсталими, були закриті. Відкриті кар'єри бурого вугілля та електростанції були закриті або замінені новими. Численні колишні кар'єри знаходяться в процесі рекультивації.
Сьогодні Саксонія посідає перше місце в східнонімецькій економіці, випереджаючи Тюрінгію. У грудні 2018 року в Саксонії було близько 118 000 безробітних, що відповідає рівню безробіття 5,6 %.
Саксонія має найвищі в Німеччині темпи зростання окремих галузей промисловості — від восьми до десяти відсотків — і в деяких аспектах вже наздоганяє західні федеральні землі за важливими показниками добробуту. Так, доступний дохід вікової групи від 20 до 35 років перевищує середній показник по країні, проте загальний результат компенсується низькими доходами груп від 40 років. Загалом структурні зміни ще не завершені. У порівнянні з валовим внутрішнім продуктом Європейського Союзу (ЄС-27: 100), вираженим у стандартах купівельної спроможності, Саксонія у 2004 році досягла індексу 85,9.[94] У 2010 році було визначено індекс 86, причому за адміністративними округами Дрезден досяг 87, Хемніц — 83, а Лейпциг — 91. [95] Однак слід зауважити, що ці цифри не враховують потоки пасажирів, наприклад, до Баварії.
Динаміка кількості податкових випадків з валовим доходом понад мільйон євро на округ та місто, що не входить до складу округу. Показано суму випадків, оподаткованих за базовою ставкою та ставкою сплітінгу. [96]
У 2016 році економічний показник Саксонії, виміряний за валовим внутрішнім продуктом, становив близько 118,5 млрд євро.[97]
Рівень заборгованості Вільного держави Саксонія становить 2656 євро на одного мешканця, що є найнижчим показником у Німеччині після Баварії.
У порівнянні з ВВП Європейського Союзу, вираженим у стандартах купівельної спроможності, Саксонія досягла індексу 94,0 (ЄС-28: 100,0, Німеччина: 126,0) у 2014 році.[98] Таким чином, Саксонія трохи нижче середнього показника по ЄС, але значно нижче показника по Німеччині.
У 2014 році в Саксонії проживало загалом 139 мільйонерів, з них 36 у місті Дрезден, 30 у місті Лейпциг і 21 у окрузі Лейпциг.[96]

## Туризм
Саксонія пропонує безліч пишних палаців та майстерно оформлених парків. Крім дрезденського Цвінґера, туристів запрошують палаци Моріцбург, Раменау, замок Клаффенабах, оточений ровами з водою, палац і парк Пільніц та садово-парковий ансамбль Гайденау-Гросзедліц.

## Наука
Університети існують у Лейпцизі, Фрайберзі, Дрездені та Хемніці.